# Cereus estevesii
Cereus estevesii ist eine Pflanzenart in der Gattung Cereus aus der Familie der Kakteengewächse (Cactaceae). Das Artepitheton estevesii ehrt den Kakteenspezialisten Eddie Esteves Pereira.

## Beschreibung
Cereus estevesii wächst strauchig bis baumförmig, verzweigt 1 bis 1,2 Meter über der Basis und erreicht Wuchshöhen von bis zu 2,8 Meter. Es wird ein verholzter Stamm ausgebildet. Die anfangs mehr oder weniger aufrechten, später ausgespreizten bis hängenden Triebe sind bis zu 5 Meter lang und weisen Durchmesser von 4,3 bis zu 6,5 Zentimeter auf. Junge Triebe sind glauk, später werden sie grünlich grau oder grün. Es sind fünf bis sechs deutliche, eingekerbte Rippen vorhanden, die bis zu 1,3 Zentimeter hoch sind. Die darauf befindlichen filzigen Areolen stehen 2 bis 5,3 Zentimeter voneinander entfernt. Der Mitteldorn, der auch fehlen kann, erreicht eine Länge von bis zu 2,6 Zentimeter. Die neun bis zwölf, ungleich abstehenden Randdornen sind anfangs kastanienbraun mit einer gelblichen Spitze, werden im Alter dunkel bräunlichgrau und sind 3 bis 12 Millimeter (selten bis 20 Millimeter) lang.
Die schlank trichterförmigen bis stieltellerförmigen, weißen Blüten sind 16,5 bis 17,5 Zentimeter lang und haben Durchmesser bis zu 12,5 Zentimeter. Ihr kahle Blütenröhre ist grün. Über die Früchte und Samen ist nichts bekannt.

## Verbreitung, Systematik und Gefährdung
Cereus estevesii ist im Norden des brasilianischen Bundesstaates Minas Gerais auf Sandboden in Höhenlagen von etwa 400 Metern verbreitet.
Die Erstbeschreibung wurde 2004 von Pierre Josef Braun veröffentlicht. Nomenklatorische Synonyme sind Monvillea estevesii (P.J.Braun) Lodé (2013) und Mirabella estevesii (P.J.Braun) Guiggi (2020)
In der Roten Liste gefährdeter Arten der IUCN wird die Art als „Critically Endangered (CR)“, d. h. als vom Aussterben bedroht geführt.

## Nachweise